# Tituly a vyznamenání Jumdžágína Cedenbala

Jumdžágín Cedenbal v uniformě zdobené řadou vyznamenání, včetně insignií Hrdiny Mongolské lidové republiky a Hrdiny práce Mongolské lidové republiky

Jumdžágín Cedenbal, mongolský politik a vůdce Mongolské lidové republiky, obdržel během svého života řadu mongolských, sovětských i dalších řádů a medailí. 

## Vyznamenání

### Mongolská vyznamenání
- Hrdina Mongolské lidové republiky – 1966
- Hrdina práce Mongolské lidové republiky – 1961
- Süchbátarův řád – udělen pětkrát
- Řád rudého praporu – udělen dvakrát
- Řád rudého praporu práce

### Sovětská vyznamenání

#### Řády
- Leninův řád – 1944, 16. září 1976 a 16. září 1981
- Řád Kutuzova I. třídy – 8. září 1945
- Řád Říjnové revoluce

#### Medaile
- Medaile 100. výročí narození Vladimira Iljiče Lenina
- Medaile za vítězství nad Německem ve Velké vlastenecké válce 1941–1945
- Medaile Za vítězství nad Japonskem
- Jubilejní medaile 20. výročí vítězství ve Velké vlastenecké válce 1941–1945
- Jubilejní medaile 30. výročí vítězství ve Velké vlastenecké válce 1941–1945
- Medaile 50. výročí Ozbrojených sil SSSR
- Medaile 60. výročí Ozbrojených sil SSSR

### Zahraniční vyznamenání
- Bulharsko
  -  Řád Georgiho Dimitrova – udělen dvakrát
- Československo
  -  Řád Bílého lva I. třídy s řetězem, civilní skupina – 7. června 1973[1]
- Jugoslávie
- velkohvězda Řádu jugoslávské hvězdy
- Kuba
  -  Řád José Martího[2]
- Maďarsko
  -  Řád praporu Maďarské lidové republiky I. třídy
- Polsko
  -  velkokříž Řádu znovuzrozeného Polska – 1968[3]
- Severní Korea
  -  Řád národního praporu I. třídy
- Východní Německo
  -  Řád Karla Marxe
  -  Řád hvězdy přátelství národů